# Hector Crémieux
Hector-Jonathan Crémieux (10 de noviembre de 1828-30 de septiembre de 1893) fue un libretista y dramaturgo francés. Su obra más conocida es su colaboración con Ludovic Halévy para la opereta Orfeo en los infiernos de Jacques Offenbach.

## Biografía
Crémieux nació en París en el seno de una familia judía, estaba emparentado con el abogado Adolphe Crémieux. Estudió derecho y luego trabajó en el servicio civil. Su primera obra, Fiesque (1852), fue un drama histórico, pero al poco tiempo comenzó a escribir comedias y luego, en colaboración, libretos de opereta y opéra-comique. Sus colaboraciones con Halévy a menudo se escribieron bajo el seudónimo conjunto de Paul d'Arcy.
En 1887, Crémieux se convirtió en secretario general de la Société des Dépôts Comptes Courants y dejó de escribir. Cinco años más tarde, la Société colapsó y él se suicidó de un disparo en París.

## Libretos

### Para Jacques Offenbach
- Le Financier et le savetier (1856), con E. About
- Une demoiselle en loterie (1857), con Louis-Adolphe Jaime
- Orfeo en los infiernos (1858), con Ludovic Halévy
- Genoveva de Brabante (1859), de Louis-Adolphe Jaime y Etienne Tréfeu (revisada por Crémieux con Tréfeu)
- La Chanson de Fortunio (1861), con Ludovic Halévy
- Le Pont des soupirs (1861), con Ludovic Halévy
- M. Choufleuri restera chez lui le . . . (1861), con M de Saint Rémy, Ernest L'Épine y Ludovic Halévy
- Le roman comique (1861), con Ludovic Halévy
- Jacqueline (1862), con Ludovic Halévy, con el pseudónimo común de Pol d'Arcy
- Les bergers (1865), con Philippe Gille
- Robinson Crusoé (1867), con Eugène Cormon
- La jolie parfumeuse (1873), con Ernest Blum
- Bagatelle (1874), con Ernest Blum
- La foire Saint-Laurent (1877), con A. de Saint-Albin

### ParaLéo Delibes
- Les eaux d'Ems (1861), con Ludovic Halévy

### ParaHervé
- Le petit Faust (1869), con Louis-Adolphe Jaime
- Les Turcs (1869), con Louis-Adolphe Jaime
- Le trône d'Écosse (1871), con Louis-Adolphe Jaime
- La veuve du Malabar (1873), con A. Delacour
- La belle poule (1875), con A. de Saint-Albin

### ParaLéon Vasseur
- La famille Trouillat (1874), con Ernest Blum